# Tarenna valida
Tarenna valida är en måreväxtart som beskrevs av William Grant Craib. Tarenna valida ingår i släktet Tarenna och familjen måreväxter. Inga underarter finns listade i Catalogue of Life.